# Jehudit Na'ot
Jehudit Na'ot (hebrejsky: יהודית נאות) byla izraelská politička a poslankyně Knesetu za stranu Šinuj.

## Biografie
Narodila se 4. dubna 1944 v Kirjat Chajim. Sloužila v izraelské armádě, kde dosáhla hodnosti desátníka (Rav Tura'i). Vystudovala biologii a chemii na Technionu, kde pak působila jako vědecká pracovnice. Hovořila hebrejsky a česky.

## Politická dráha
Od roku 1975 byla členkou strany Šinuj. Opakovaně v 70. – 90. letech zasedala v samosprávě města Haifa. V letech 1989–1991 a 1993–1996 byla místostarostkou Haify.
V izraelském parlamentu zasedla poprvé po volbách do Knesetu v roce 1999, v nichž nastupovala za stranu Šinuj. Byla členem výboru pro vzdělávání a kulturu a výboru pro záležitosti vnitra a životního prostředí. Zasedala i v několika vyšetřovacích komisích. Měla zároveň post místopředsedkyně Knesetu. Mandát obhájila ve volbách do Knesetu v roce 2003. Vzhledem k vysokému volebnímu zisku strany Šinuj získala tato formace i vládní posty. Jehudit Na'ot byla v letech 2003–2004 ministryní životního prostředí.
Zemřela 16. prosince 2004 na rakovinu. Její křeslo v Knesetu pak zaujala Er'ela Golan.